# Sexuelle Freiheit
Die sexuelle Freiheit ist die Möglichkeit, seine Sexualität ohne gesellschaftliche Normen und Zwänge ausleben zu können, soweit anderen dadurch nicht geschadet wird.
Der britische Historiker Faramerz Dabhoiwala vertritt die Auffassung, dass die sexuelle Freiheit, die wir in der westlichen Welt erleben, vor zweihundert Jahren als ein Privileg der Männer aus der Oberschicht begonnen habe und später demokratisiert wurde.
Der Sexualwissenschaftler Erwin J. Haeberle verbindet die sexuelle Freiheit mit der Freiheit der Frau als Voraussetzung.